# Barely Legal
Barely Legal je debutové album švédské kapely The Hives, které vyšlo v roce 1997. Album pojmenovali takto z důvodu, že v té době měli už všichni 18 let a mohli se začít legálně objevovat v pornografických filmech.
Samo album je pokládáno mnoha fanoušky za extrémní, protože je daleko syrovější než třeba album Veni Vidi Vicious, které zaznamenalo ve světě obrovský úspěch.
K písni A.-K.-A. I-D-I-O-T byl dokonce natočen videoklip, ale samotná píseň nikdy nebyla vydána.

## Seznam písní
1. Well, Well, Well – 1:02
2. A.-K.-A. I-D-I-O-T – 2:12
3. Here We Go Again – 2:12
4. I'm a Wicked One – 1:45
5. Automatic Schmuck – 2:17
6. King of Asskissing – 1:46
7. Hail Hail Spit n' Drool – 1:27
8. Black Jack – 2:46
9. What's That Spell?…Go to Hell! – 1:41
10. Theme From… – 2:49
11. Untempo Venomous Poison – 1:13
12. Oh Lord! When? How? – 1:42
13. The Stomp – 1:54
14. Closed for the Season – 2:34